# Axel Halfmeier
Axel Halfmeier (* 1967) ist ein deutscher Jurist.

## Leben
Von 1988 bis 1993 studierte er Rechtswissenschaft an der Universität Hamburg (erstes Staatsexamen 1993). Nach dem LL.M.-Studium (1995–1996) University of Michigan, Ann Arbor und dem Referendariat (1996–1999) legte er die große juristische Staatsprüfung 1999 vor dem HansOLG ab. Nach der Promotion zum Dr. iur. 1999 und der Habilitation 2006 war er von 2007 bis 2012 Professor für deutsches und internationales Privat- und Wirtschaftsrecht an der Frankfurt School of Finance & Management. Seit 2012 ist er Professor für Bürgerliches Recht, Rechtsvergleichung sowie Internationales Privat- und Verfahrensrecht an der Leuphana Universität Lüneburg.

## Schriften (Auswahl)
- Die Veröffentlichung privater Tatsachen als unerlaubte Handlung. Eine rechtsvergleichende Untersuchung. Frankfurt am Main 2000, ISBN 3-631-35641-2.
- mit Peter Rott, Aurelia Colombi Ciacchi, Olaf Deinert, Tina Kolle und Sandy Thalheim (Hrsg.): Zugang und Ausschluss als Gegenstand des Privatrechts. Bremer Tagung, 14. bis 17. September 2005. Stuttgart 2006, ISBN 3-415-03678-2.
- Popularklagen im Privatrecht. Zugleich ein Beitrag zur Theorie der Verbandsklage. Tübingen 2006, ISBN 3-16-149048-7.
- mit Peter Rott und Eberhard Feess: Kollektiver Rechtsschutz im Kapitalmarktrecht. Evaluation des Kapitalanleger-Musterverfahrensgesetzes. Frankfurt am Main 2010, ISBN 978-3-940913-15-9.